# Catadoides fijiensis
Catadoides fijiensis är en fjärilsart som beskrevs av Robinson 1975. Catadoides fijiensis ingår i släktet Catadoides och familjen nattflyn. Inga underarter finns listade i Catalogue of Life.